# 베드르지흐 (보헤미아)

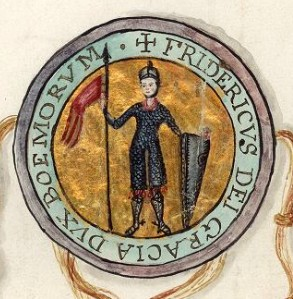
베드르지흐

베드르지흐(체코어: Bedřich, 1142년경 ~ 1189년 3월 25일)는 보헤미아의 공작(재위: 1172년 ~ 1173년, 1178년 ~ 1189년)이다.

## 생애
1172년 블라디슬라프 2세의 뒤를 이어 보헤미아의 공작으로 즉위했지만 신성 로마 제국의 황제와 보헤미아 의회의 동의를 받지 않은 것이 문제가 되어 1173년 9월에 폐위당했다. 신성 로마 제국의 프리드리히 1세 황제는 소베슬라프 1세의 아들인 올드르지흐(Oldřich)를 보헤미아의 공작으로 즉위시키려고 했지만 소베슬라프 2세를 선호하면서 무산되고 만다.
베드르지흐는 프리드리히 1세 황제와 동맹 관계를 수립하는 한편 프라하, 로데니체(Loděnice)에서 일어난 소베슬라프 2세와의 전투에서 연달아 승리했다. 프리드리히 1세 황제는 베드르지흐를 신성 로마 제국의 왕자로 인정했지만 프라하 주교를 역임하고 있던 인드르지히 브르제티슬라프(Jindřich Břetislav, 브르제티슬라프 3세)를 황제의 신하로 대우했다. 또한 콘라트 오타(Konrád Ota)를 모라바 변경백으로 임명한 이후에는 모라바를 콘라트 오타에게 의존하는 3개 지역으로 분할시켰다.
1189년 프리드리히 1세 황제의 꼭두각시였던 베드르지흐가 사망한 이후에는 콘라트 오타(콘라트 2세)가 베드르지흐의 뒤를 이어 보헤미아의 공작으로 즉위했다.